# Collision aérienne de Washington
Cet article concerne la collision de 2025. Pour celle de 1949, voir collision d'un DC-4 et d'un P-38 près de Washington.
La collision aérienne de Washington est un accident survenu aux États-Unis le 29 janvier 2025, impliquant un avion de transport régional Bombardier CRJ700 de PSA Airlines et un hélicoptère Sikorsky UH-60 Black Hawk de l'aviation légère de l’armée américaine. La collision des deux appareils au-dessus du Potomac à Washington n'a laissé aucun survivant parmi les 67 personnes à bord.
Le Bombardier CRJ700, qui assurait le vol American Eagle 5342 pour American Airlines, en provenance de Wichita (Kansas) et à destination de Washington, D.C., était à l'approche pour l'atterrissage à l'aéroport national Ronald-Reagan,,, lorsqu'il est entré en collision avec l'hélicoptère militaire, en vol d'entraînement. Les deux appareils se sont écrasés dans le fleuve Potomac, à moins d’un kilomètre du seuil de piste.
Il s'agit du premier accident mortel d'un Bombardier CRJ700 et du premier de l’histoire de PSA Airlines. C'est le premier impliquant American Airlines depuis celui du vol 587 en 2001, le premier survenu à l’aéroport Ronald-Reagan depuis 1982 (vol Air Florida 90) et le premier accident mortel impliquant un avion de ligne civil immatriculé aux États-Unis depuis celui du vol Colgan Air 3407 en 2009.

## Aéronefs impliqués

### Avion CRJ700

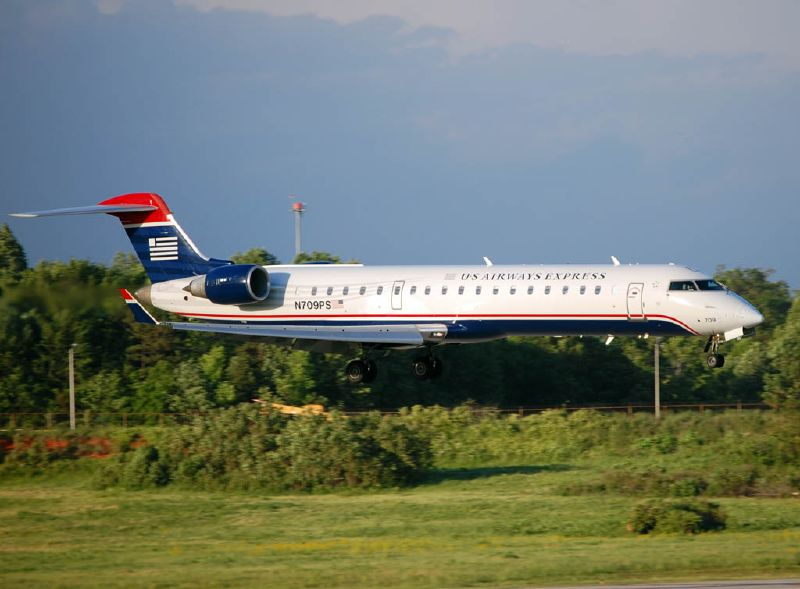
Le CRJ700 impliqué dans l'accident, alors qu'il opérait pour US Airways Express, photographié en mai 2008.

Le Bombardier CRJ700 de PSA Airlines, immatriculé N709PS, effectuait le vol 5342 d'American Eagle, la marque régionale d'American Airlines. Il avait décollé à 17 h 22 de Wichita dans l'État du Kansas à destination de l'aéroport national de Washington Ronald-Reagan qu'il devait atteindre vers 21 h. C'est un modèle d'avion couramment utilisé pour les vols court et moyen-courriers.
Immatriculé N709PS, il avait été livré à US Airways Express le 29 octobre 2004 et avait été exploité par MidAtlantic Airways avant d'être transféré à PSA Airlines le 25 janvier 2005 puis à American Eagle le 9 décembre 2013, lorsque US Airways et American ont fusionné.
Il transportait 60 passagers et 4 membres d'équipage, dont le commandant de bord Jonathan Campos (34 ans), travaillant depuis 6 ans chez PSA Airlines, et le copilote Samuel Lilley (28 ans), employé depuis deux ans dans la compagnie aérienne.

### Hélicoptère UH-60 Black Hawk
L'hélicoptère militaire impliqué, un Sikorsky UH-60L Black Hawk immatriculé 00-26860, appartenait au 12e bataillon d'aviation (12th Avn BN) de l'armée de terre américaine utilisé par le commandement de la région militaire de Washington, le United States Army Military District of Washington (en), pour le transport de hautes personnalités (mais aucune n'était à bord),. Basé à Fort Belvoir depuis septembre 2005, d'indicatif radio PAT25 (pour Priority Air Transport), il avait décollé à 20 h 39 de Langley, au nord-ouest de Washington, et suivait un cheminement le long du Potomac, vers le sud, limité à une hauteur de 200 pieds maximum.
Il avait un équipage de trois militaires : 
- la capitaine Rebecca M. Lobach, 28 ans, officier dans l'Army Aviation Branch depuis 2019, comptant plus de 450 heures de vol, pilote en fonction, qui passait un double vol de contrôle : annuel[15] et jumelles de vision nocturne[16] ;
- le Chief Warrant Officer 2 Andrew Loyd Eaves, 39 ans, pilote évaluateur (pilote non en fonction, assurant la radio[16]) ;
- Le Staff Sergeant Ryan Austin O’Hara, 28 ans, mécanicien[17].

## Accident

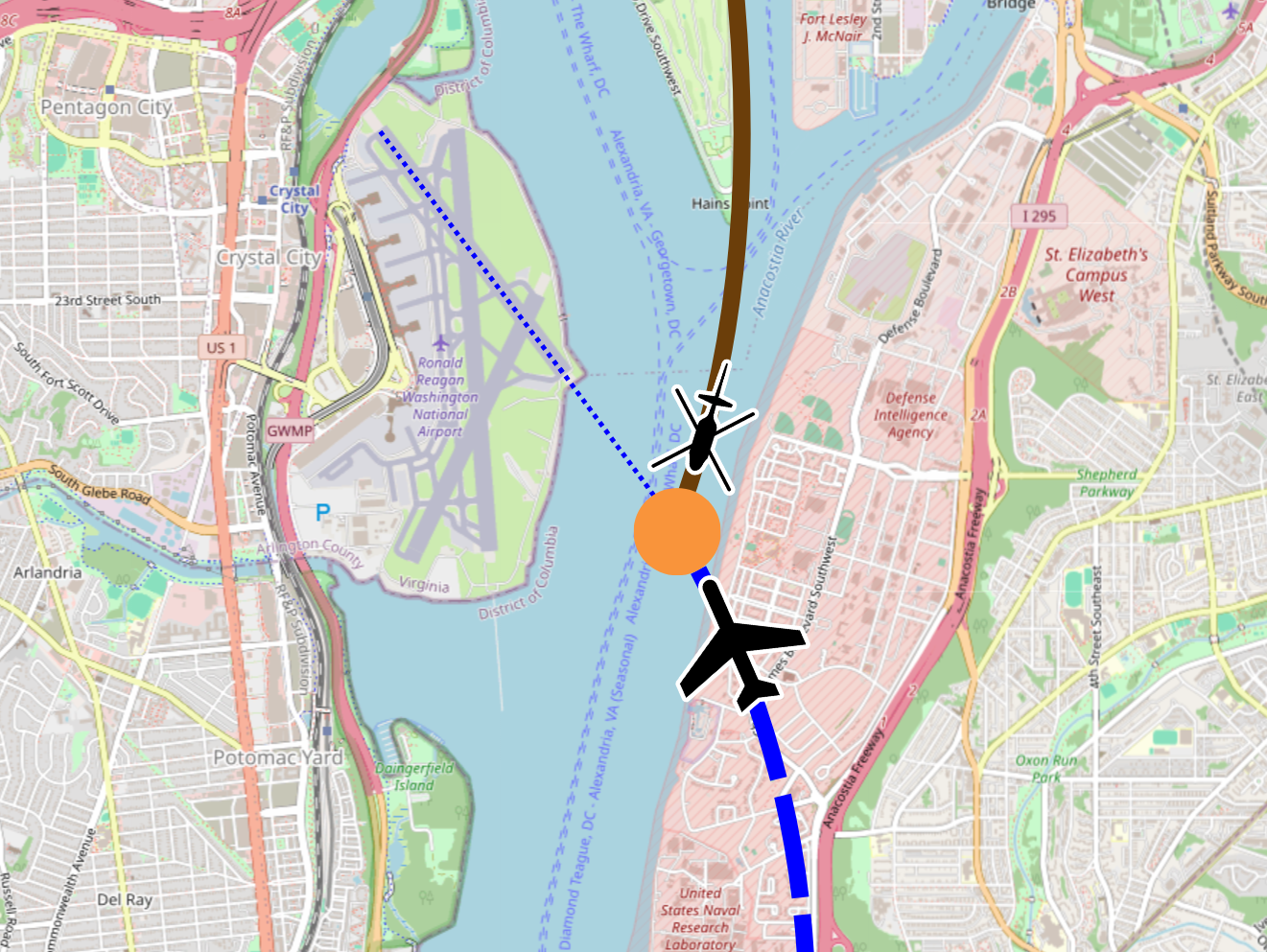
Trajectoire des deux appareils.

Le CRJ-700 se présente cap au Nord pour une approche sur la piste 01 de l'aéroport de Washington – Ronald-Reagan. En vue de l'aéroport, à la demande du contrôle aérien qui lui prescrit d'atterrir sur la piste 33, il effectue un virage à droite puis un autre à gauche pour s'aligner sur celle-ci.
Le Black Hawk en vol à vue survole le Potomac cap au Sud à basse altitude. Les pilotes utilisent des jumelles de vision nocturne. Par radio, la tour de contrôle leur signale un CRJ juste au sud du Wilson Bridge. Peu après, le contrôleur leur fait confirmer qu'ils ont le visuel sur le CRJ et leur demande de passer derrière lui, en séparation à vue,,.
À peine vingt secondes plus tard, à 20 h 47 min 59 s ET (1 h 47 UTC le 30 janvier), les deux aéronefs entrent en collision à une altitude d'environ 300 pieds (90 m), explosent et s'écrasent dans le Potomac. L'incident est capté par une webcam du John F. Kennedy Center for the Performing Arts.
Les deux appareils avaient leur transpondeur en marche et étaient visibles sur les écrans radar. Le CRJ-700 émettait de plus en ADS-B, ce qui n'était pas le cas de l'hélicoptère,. Le système anti-collision qui équipait le CRJ aurait pu alerter celui-ci, mais en-dessous de 400 pieds toutes les alertes sont désactivées.

## Opération de sauvetage
La collision est signalée à la police métropolitaine à 20 h 53 ET. Quelques instants après l'accident, les contrôleurs aériens redirigent le trafic vers les aéroports voisins.

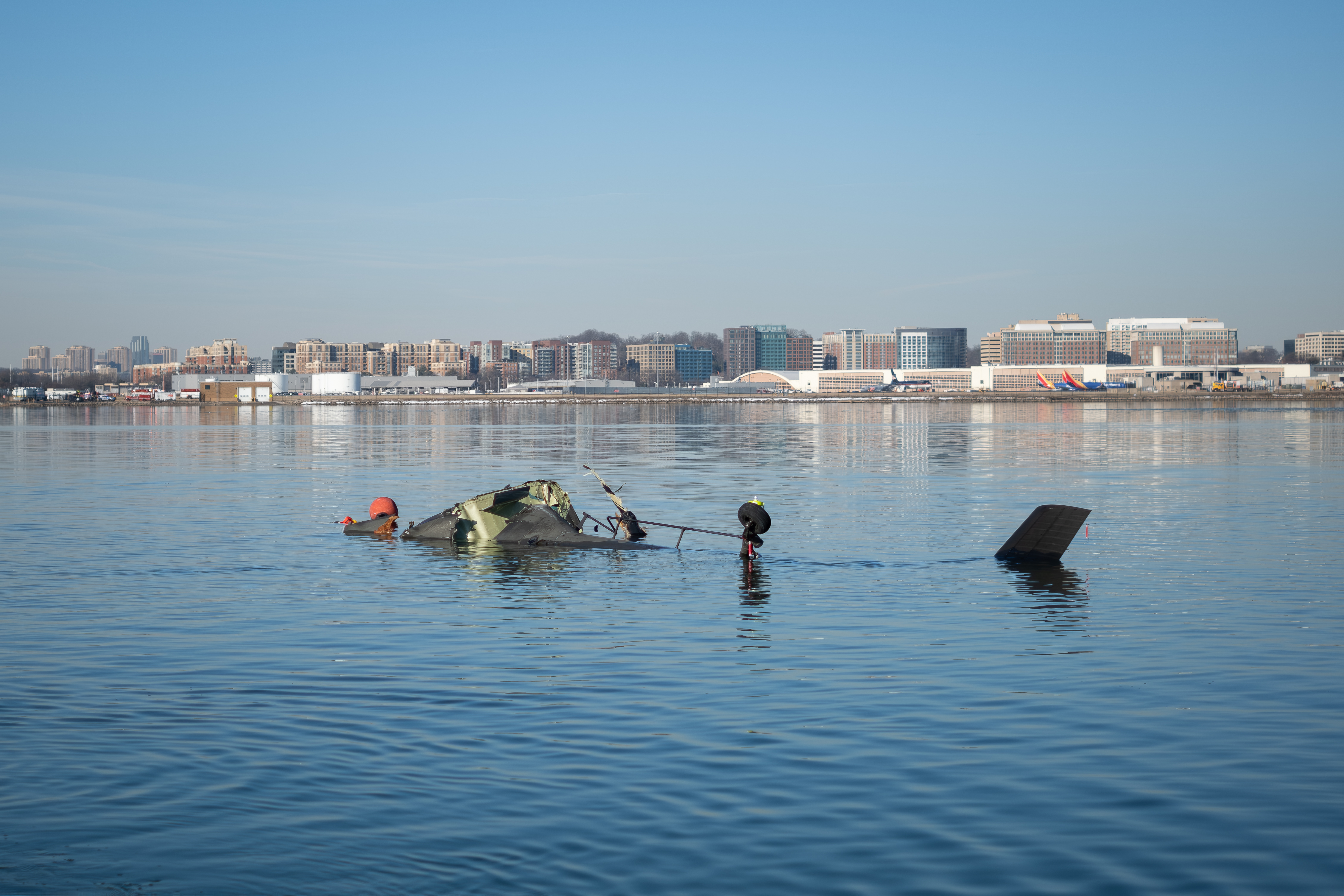
Épave de l’hélicoptère UH-60 dans le Potomac ; l'aéroport national Ronald-Reagan en arrière-plan.

Le personnel d'urgence, y compris le District of Columbia Fire and Emergency Medical Services Department (en), est dépêché sur les lieux. Des bateaux-pompes sont déployés sur le site de l'accident dans le Potomac. Les premiers rapports des équipes de secours indiquent que des victimes de la collision sont localisées. Les interventions d'urgence sont entravées par les basses températures et la glace, avec une température de l'eau enregistrée à 2 °C près du site de l'accident. La Washington Metropolitan Area Transit Authority (en) envoie des « bus de réchauffement »,.
Le Federal Bureau of Investigation déclare qu'il participe aux opérations et affirme qu'aucun indice de terrorisme ou de criminalité n'a été mis en évidence.
Le chef des pompiers de la ville de Washington déclare que la collision n'a laissé aucun survivant.

### Victimes
Le 30 janvier, Donald Trump lors d'une conférence de presse confirme le bilan de la catastrophe : aucun survivant n'est recensé parmi les 67 personnes à bord des deux appareils. À la fin de cette journée, quarante corps sont repêchés dans le fleuve Potomac,.
Des membres de l'équipe américaine de patinage artistique ainsi que les patineurs russes Evgenia Shishkova et Vadim Naumov se trouvaient à bord du vol 5342,.

## Enquête

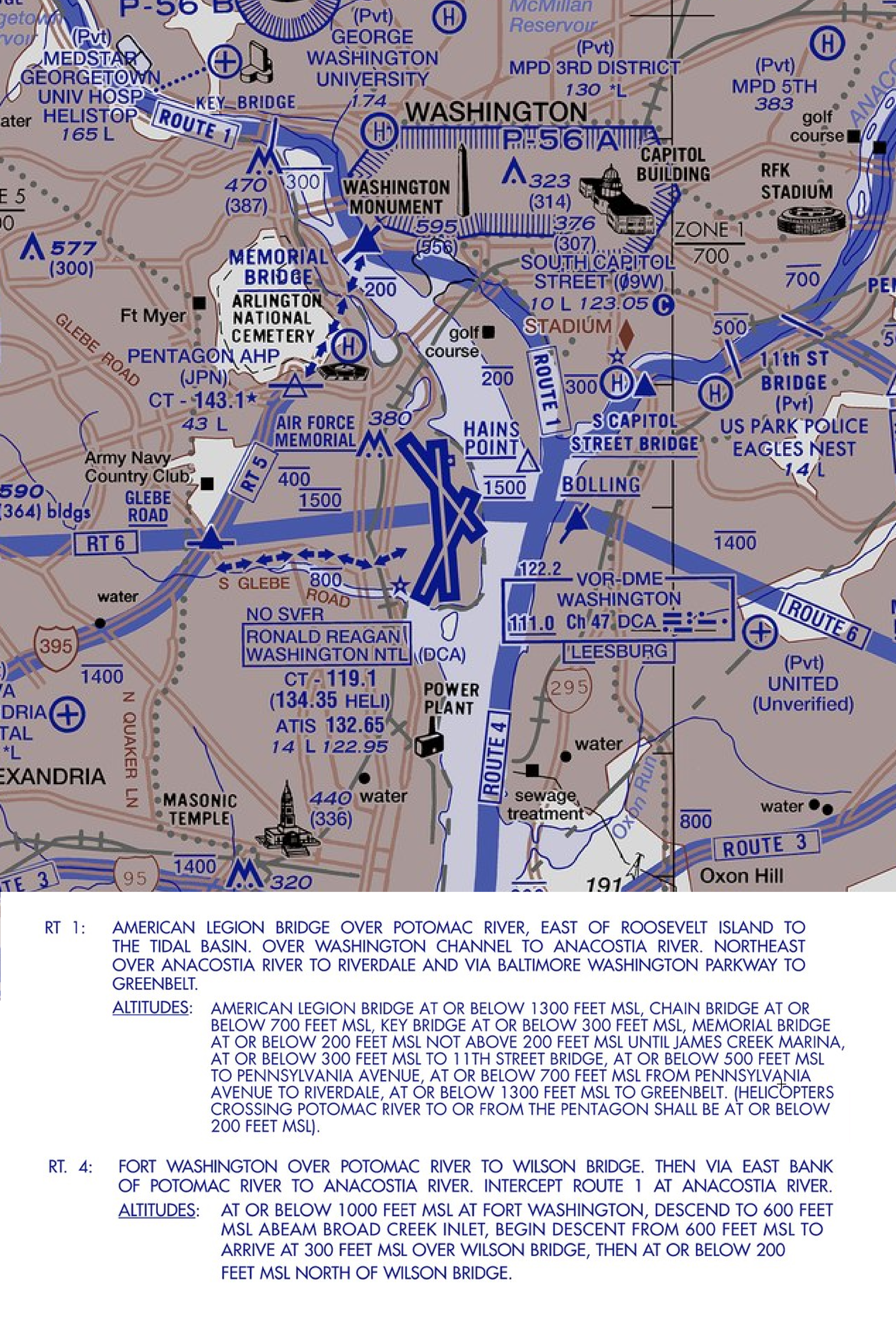
Itinéraires de transit suivi par l'hélicoptère (Routes 1 puis 4) - ces routes n'ont pas de limites définies

Le 30 janvier, les deux boîtes noires de l'appareil peuvent être analysées par le Conseil national de la sécurité des transports (NTSB), chargé de l'enquête, qui prévoit de publier un rapport préliminaire de l'accident dans les 30 jours. Celle de l'hélicoptère est retrouvée le 31 janvier. Elle ne présente aucun dommage apparent et devrait être pleinement exploitable.
Selon un rapport interne de la FAA, cité par des médias américains, un seul contrôleur gérait le trafic des avions et des hélicoptères au moment de l'accident, au lieu de deux normalement jusqu'à 21 h 30.
Les conditions météorologiques étaient « bonnes » au moment de l'accident.
Selon les données issues des enregistreurs de vol, dévoilées par le NTSB, le radioaltimètre du CRJ indiquait une altitude de 313 pieds (95 m) deux secondes avant l'impact, en descente à 448 pieds par minute (2,27 m/s). Une seconde avant la collision sont enregistrés une réaction verbale des pilotes et une augmentation de l'assiette de l'avion (la gouverne de profondeur braquée presque à fond à cabrer), sans qu'on sache s'il s'agissait d'une tentative d'évitement. Une alarme « Traffic, traffic » provenant de son TCAS avait retenti 19 secondes avant.
Au moment de la collision, le Black Hawk était indiqué à une altitude-pression de 300 pieds (valeur arrondie aux 100 ft les plus proches), d'après les données affichées sur les écrans à la tour de contrôle locale et issues du Potomac Tracon, un système fusionnant diverses sources radar et l'ADS-B. Son radio-altimètre indiquait 278 pieds. Mais les données d'altitude enregistrées sont contradictoires, et le NTSB souligne que ce n'est pas nécessairement ce qui était indiqué sur les altimètres des pilotes.
En raison de la nature du vol, son équipage a probablement utilisé les jumelles de vision nocturne pendant tout le vol.

## Réactions

### Espace aérien
À la suite de la collision, l'aéroport national Ronald-Reagan a suspendu tous les décollages et atterrissages et fermé l'aéroport jusqu'au lendemain à 5 h.

### États
Le gouverneur du Maryland Wes Moore élève le statut du centre des opérations d'urgence du Maryland à « amélioré » pour aider aux opérations de récupération. Le gouverneur du Kansas Laura Kelly déclare qu'elle est en contact permanent avec les autorités concernant la collision.

### Autorités fédérales
Le président américain Donald Trump est informé de la collision peu après les faits et suit la situation. Dans une déclaration, il qualifie la catastrophe de « terrible accident », remercie les secouristes et recommande l'âme des victimes à Dieu (« Que Dieu bénisse leurs âmes »). Selon lui, le drame aurait pu être provoqué par les politiques de diversité défendues par ses prédécesseurs démocrates Obama et Biden, qui auraient empêché d'embaucher des personnels compétents, les accusant d'avoir mis en danger la sécurité aérienne. Ce qu'a démenti Pete Buttigieg, précédent secrétaire aux Transports, qui a qualifié de « méprisable » la réaction du président : « Alors que les familles sont en deuil, Monsieur Trump devrait montrer la voie à suivre, et non mentir ».

### International
Le pape François a personnellement envoyé un télégramme à la Maison-Blanche exprimant ses condoléances aux victimes de la collision.
Le Premier ministre canadien Justin Trudeau a exprimé ses condoléances « aux familles en deuil » et le soutien du Bureau de la sécurité des transports du Canada pendant l'enquête.
Le ministère chinois des Affaires étrangères et l'ambassade de Russie aux États-Unis ont exprimé leurs condoléances aux familles des victimes de l'accident et ont exigé une enquête complète sur la catastrophe,.